# (31702) 1999 JD41
1999 JD41 (asteroide 31702) é um asteroide da cintura principal. Possui uma excentricidade de 0.02288640 e uma inclinação de 11.34087º.
Este asteroide foi descoberto no dia 10 de maio de 1999 por LINEAR em Socorro.